# Flotylla Rzeczna Serbii
Flotylla Rzeczna Serbii – serbska jednostka wojskowa, której głównym celem jest obrona wód terytorialnych Serbii (głównie rzek i kanałów) o łącznej długości 1626 km podległa bezpośrednio wojskom lądowym Serbii. Jednostka nie ma statusu odrębnego rodzaju sił zbrojnych. Okrętem flagowym flotylli jest „Kozara”. Dowództwo serbskiej flotylli rzecznej ma swoją siedzibę w Nowym Sadzie. Główne bazy w których stacjonuje większość łodzi to Belgrad i Šabac.

## Historia

### Początki
Pierwszym statkiem, który wszedł w skład flotylli była „Serbia”. Statek zwodowano 30 marca 1830 roku w stoczni w Dubravicy miał 24 metry długości i 7 metrów szerokości, wyporność jednostki wynosiła 250 ton. W kwietniu 1840 roku zwodowano kolejny okręt „Knjaz Mihailo” uzbrojony w 12 dział (długość 65 metrów, szerokość 7,5 metra).

### I wojna światowa
Pierwszą nowoczesną jednostką, która weszła w skład flotylli była łódź patrolowa „Jadar” zwodowana w Čukaricy 6 sierpnia 1915 roku. Statek był przystosowany do stawiania zagród minowych. Obszarem jego działań były głównie wody rzeki Sawy. Podczas I wojny światowej inna jednostka wchodząca w skład flotylli holownik „Stig” był wykorzystywany do eskorty rosyjskich konwojów przed atakami sił austro-węgierskich. „Stig” służył w jednostce do października 1915 roku, kiedy został zatopiony przez załogę podczas inwazji wojsk bułgarskich na Serbię.

### Okres międzywojenny i II wojna światowa

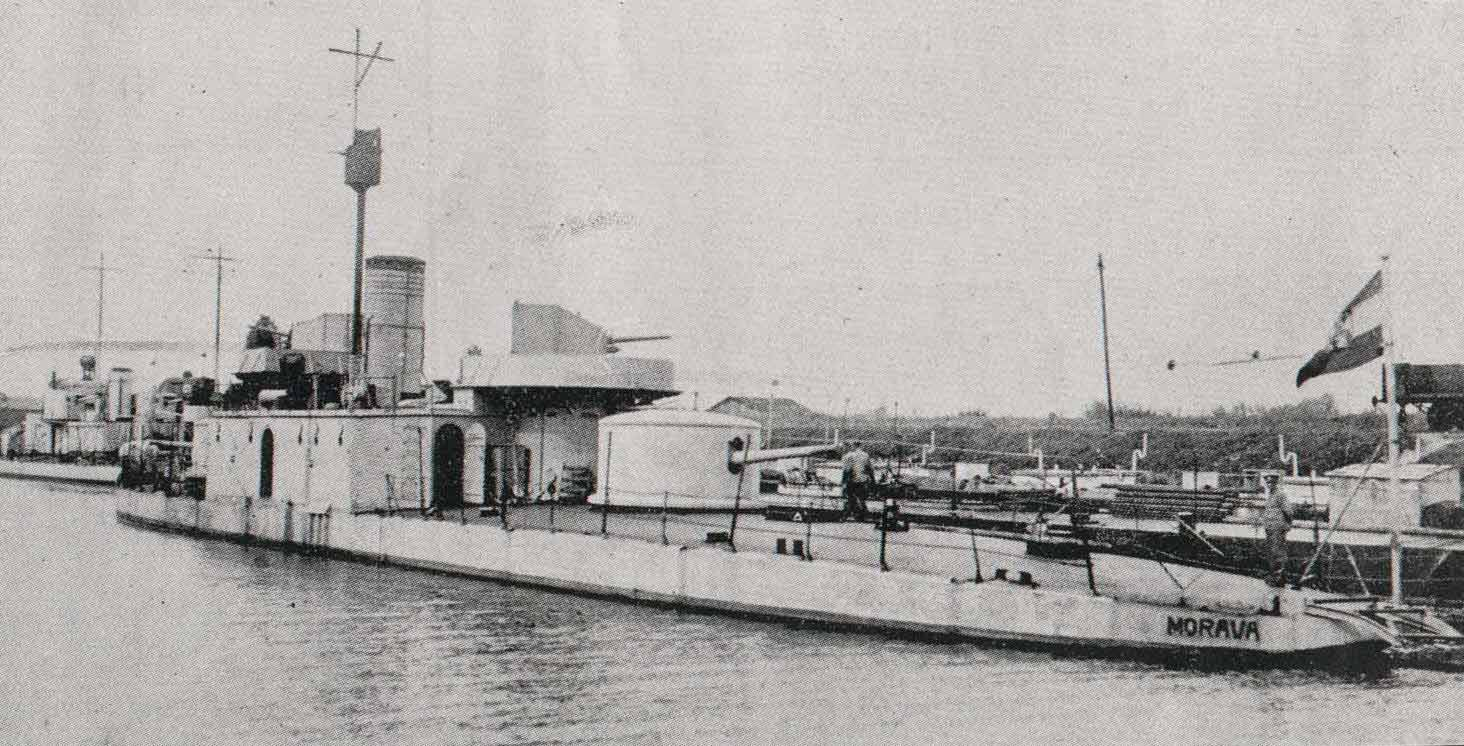
Monitor „Morava” pod flagą jugosłowiańską

W okresie międzywojennym flotylla rzeczna wchodziła w skład marynarki wojennej nowo utworzonego Królestwa Serbów, Chorwatów i Słoweńców, a następnie Królestwa Jugosławii. Podczas II wojny światowej flotylla rzeczna dysponowała 4 dużymi monitorami rzecznymi przejętymi z floty austro-węgierskiej („Drava”, „Sava”, „Morava” i „Vardar”), których uzbrojenie główne stanowiły armaty kalibru 120 mm i 66 mm. W skład dodatkowego uzbrojenia wchodziły haubice kaliber 120 mm oraz karabiny maszynowe. Obszarem działania jednostek była głównie północna część kraju, do ich zadań należało również patrolowanie granicy jugosłowiańsko-węgierskiej. W okresie wojny flotylla rzeczna poza monitorami dysponowała również jednym okrętem dowodzenia „Cer”, stacjonującym w Nowym Sadzie, czterema grupami minowymi, a także dwiema łodziami patrolowymi zwodowanymi w 1929 roku: „Graničar” i „Stražar”. Jednostki pomocnicze stanowiły trzy holowniki rzeczne.
Podczas inwazji na Jugosławię monitory rzeczne odegrały znaczącą rolę w obronie kraju ostrzeliwując niemieckie lotnisko w okolicy miasta Mohacz na terytorium Węgier. 11 kwietnia zostały zaatakowane przez niemieckie bombowce nurkujące, atak został ponowiony nazajutrz podczas bombardowania załodze dział przeciwlotniczych udało się zestrzelić trzy niemieckie maszyny. Podczas ataku monitor „Drava” został zatopiony przez niemiecką bombę lotniczą, która przeleciała przez komin jednostki i eksplodowała wewnątrz zabijając 54 z 67 członków załogi. Pozostałe jednostki pozbawione dostaw i uwięzione na wodzie (wojska niemieckie zajęły bazy wypadowe łodzi) zostały po 12 kwietnia zatopione przez swoje załogi.

#### Organizacja Jugosłowiańskiej flotylli rzecznej
- Statek dowodzenia „Cer” – Nowy Sad
- 1 grupa monitorów rzecznych – Dubovac
- 1 grupa zaminowania – Bazdan
- 2 grupa zaminowania – Stara Kanjiza i Senta
- 3 grupa zaminowania – Sremski Karlowci
- 4 grupa zaminowania – Smederevo
- dowództwo sektora Đerdap – Tekija i Donji Milanovac

#### Jednostki Jugosłowiańskiej flotylli rzecznej

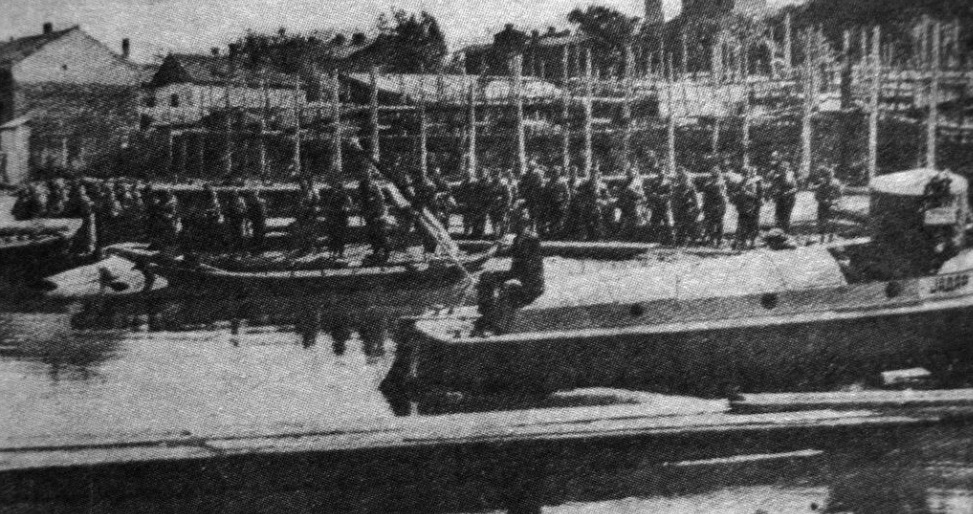
„Jadar” pierwszy nowoczesny statek flotylli rzecznej Serbii.

Monitory rzeczne:
- „Vardar” (1915)
- „Sava” (1915)
- „Drava” (1915)
- „Morava” (1915)

Rzeczne łodzie patrolowe:
- „Graničar” (1929)
- „Stražar” (1929)

Holowniki rzeczne:
- „Šabac”
- „Sisak”
- „Cer”

### Flotylla rzeczna Narodowej Armii Wyzwolenia Jugosławii
11 września 1944 roku z inicjatywy dowództwa NOV i PO w Wojwodinie została sformowana kompania rzeczna, pierwszą jednostką, która weszła w jej skład była jednostka przy 11 brygadzie NOV i PO w Wojwodinie i składała się z około 70 do 80 żołnierzy. 20 listopada została stworzona baza flotylli w Nowym Sadzie, po dwóch miesiącach istnienia jednostka miała już na swoim koncie 43 uszkodzone oraz 5 zniszczonych łodzi nieprzyjaciela. Flotylla pomogła przetransportować przez Dunaj 220 000 żołnierzy, 2000 dział oraz około 3000 ciężarówek.
W marcu 1945 roku siłę jednostki stanowiło: 7 łodzi patrolowych, 9 motorówek i 7 lepiej opancerzonych łodzi bojowych.

### Po rozpadzie Jugosławii
Ostatnia akcja flotylli miała miejsce 8 listopada 1991 roku podczas trwania wojny w Chorwacji, kiedy serbski stawiacz min RML-308 został wysłany w rejon Kopačkiego Ritu. Napotkał tam szmuglujący broń holownik „Šariš”. Stawiacz min został zaatakowany przy użyciu rakiet przeciwpancernych. Serbski okręt został poważnie uszkodzony, a jego kapitan zginął podczas wymiany ognia.
Po rozpadzie Jugosławii w roku 1991 flotylla rzeczna stała się jednostką podległa wojskom lądowym mającą za zadanie wsparcie operacji na lądzie. Flotylla po 1991 roku otrzymała 2 łodzie szturmowe przystosowane do działań na małych akwenach.

## Czasy współczesne
Głównym obszarem działań współczesnej flotylli rzecznej Serbii są rzeki Dunaj i Sawa oraz kanały i mniejsze rzeki będące wodami wewnętrznymi Serbii. Flotylla ma również pomagać w transporcie sprzętu i żołnierzy przez rzeki.

### Organizacja
- Dowództwo Floty Rzecznej – Nowy Sad
  - Kompania dowodzenia
  - Kompania Logistyczna – Nowy Sad
  - 1 Oddział Rzeczny – Nowy Sad
  - 2 Oddział Rzeczny – Belgrad
  - 1 Batalion Pontonowy – Nowy Sad
  - 2 BatalionPontonowy – Šabac

## Jednostki

### Okręt dowodzenia(inne języki)
- RPB-30 „Kozara”

### Statek rozpoznania radiologicznego

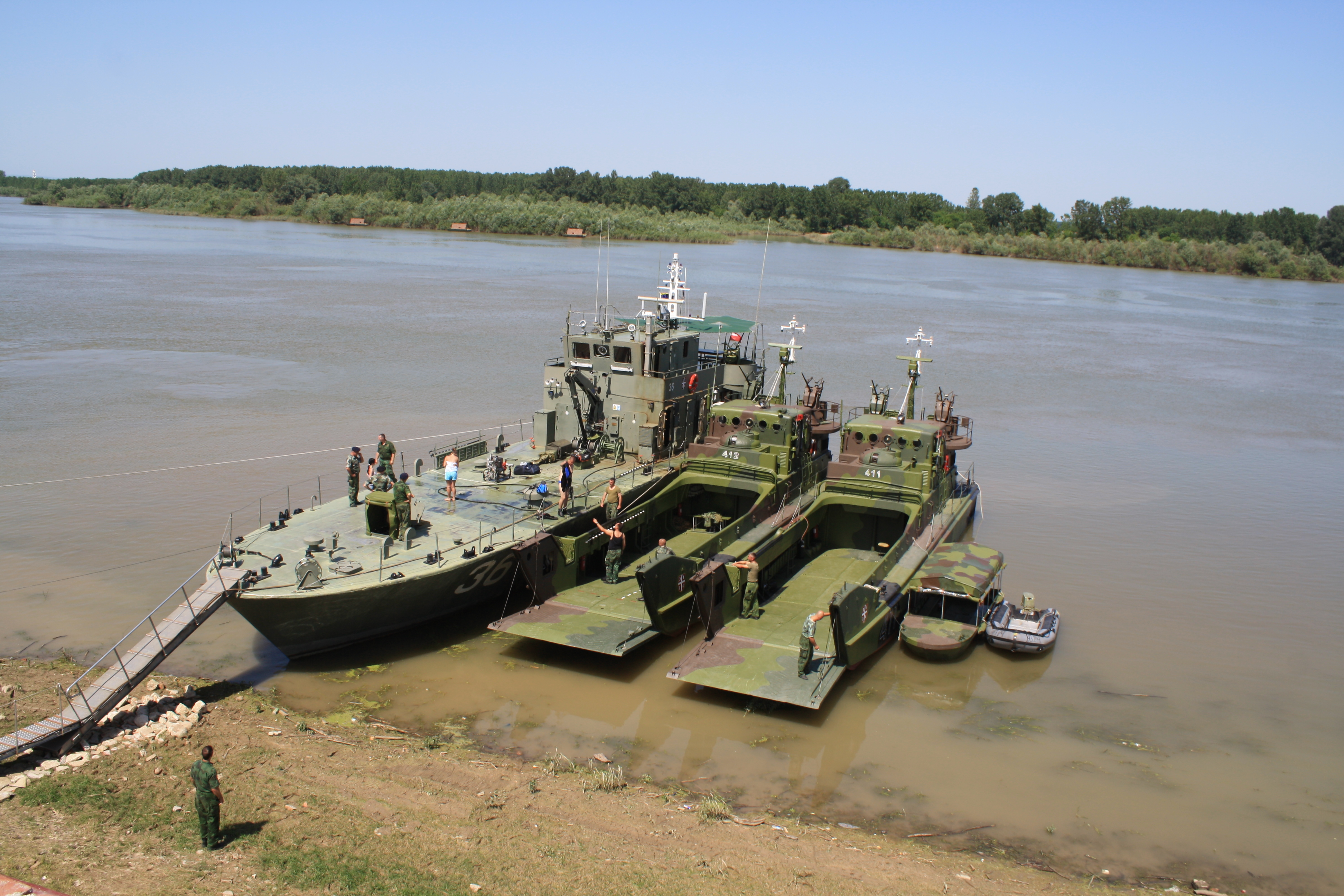
RSRB-36 „Šabac”

- RSRB-36 „Šabac”

### Rzeczne stawiacze min
- RML-331 „Neštin”
- RML-332 „Motajica”
- RML-335 „Vučedol”
- RML-336 „Đerdap”
- RML-341 „Novi Sad”

### Łodzie szturmowe
- DJČ-411
- DJČ-412
- DJČ-413
- DJČ-414

### Łodzie patrolowe

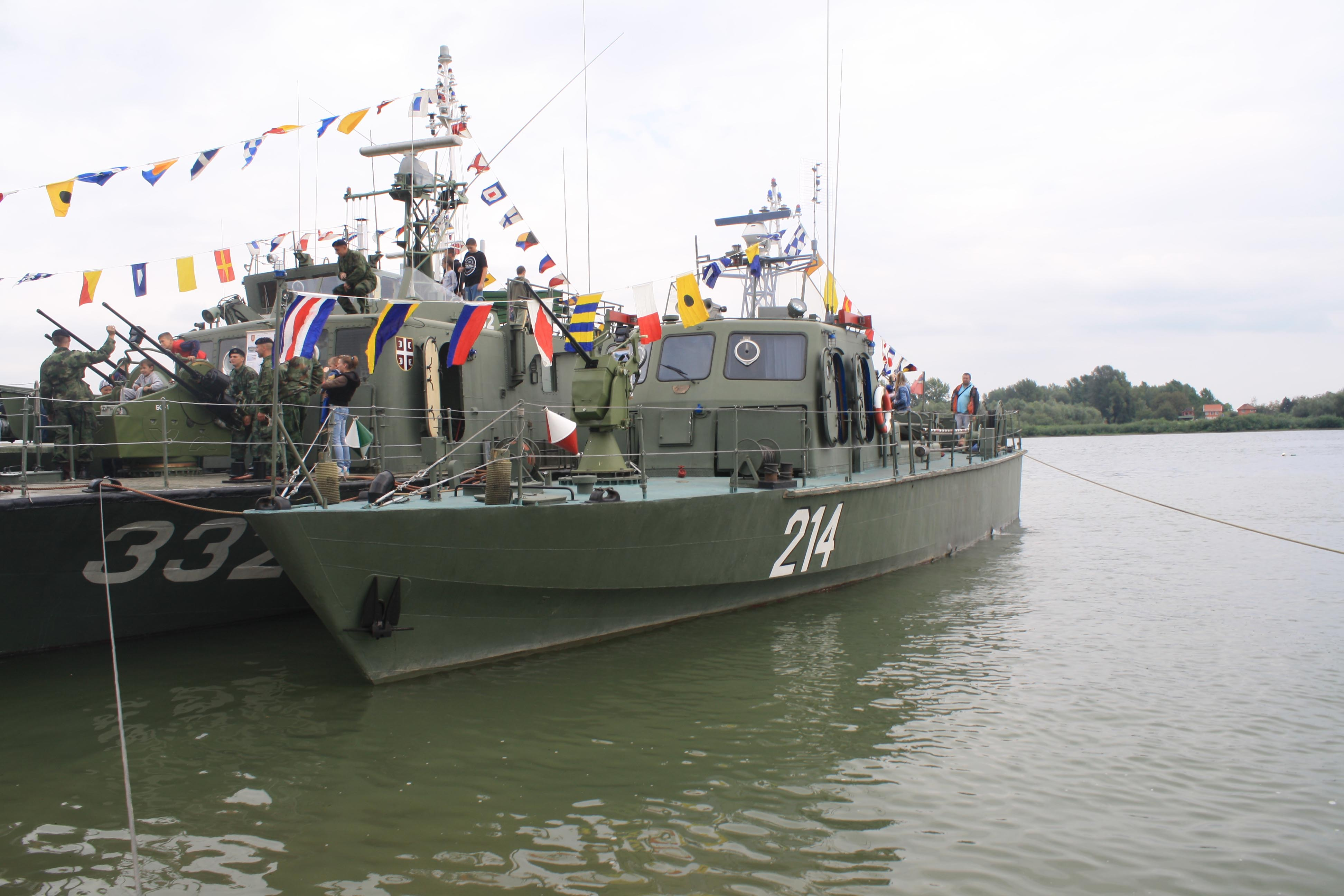
Łódź patrolowa RPČ-214

- ČMP-22
- ČMP-23
- ČMP-24
- RPČ-111
- RPČ-213
- RPČ-214
- RPČ-216

### Inne jednostki
- PTS-M – amfibia
- PM M71 – most pontonowy